# 기도원
기도원(祈禱院, prayer house)이란 문자적으로 기도하는 집이다. 일반적으로 기도원이란 기도에 집중하거나 신앙을 훈련하기 위한 신자들이 찾는 곳이다. 일반적 건물이 있기 전에는 굴속이나 바위 밑이나 간단하게 텐트를 치고 기도를 하였다.

## 역
최초의 기도원은 1925년 대한예수교장로회 총회에서 발의된 금강산 기독교수양관으로 여겨진다. 기독교수양관은 1931년 9월 20일에 건설되었다. 이후 일제강점기에 백산 산성기도처, 정주 오고동기도처등이 발생하였고 평양기도단이라는 단체도 조직되었다. 그러나 신사참배가 강요되고 기독교가 박해를 받음에 따라 조직적인 기도원 문화는 해체되고, 산이나 굴에서 기도하는 문화가 개인의 신앙 형태로 나타나게 되었다.
광복 이후 1945년 8월 강원도 철원군에 대한기독교수도원이 세워졌는데 이것이 광복 이후 첫 기도원이다. 연이어 10월 5일에는 용문산기도원이 설립되어 이후 기도원 문화에 영향을 주었다. 후에 철원수도원, 용문산기도원, 삼각산기도원 등을 시발로 1960년대에 들어와서 기도원 운동이 활발하게 전개되었으며, 전국적으로 약 600 여개의 기도원이 설립되었다. 이와 같이 기도원 운동(祈禱院 運動)은 영적으로 고갈(枯渴)되었던 한국교회의 성장에 활력을 불어넣어 주었다는 평가를 받는다.
1970년대에 와서 일부 기도원은 신비주의 운동 등 비신앙적인 방향으로 흐르는 경향을 보였고, 급기야 이단 등 신흥종교의 은신처로 전락하게 되는 경우도 있었다. 그러면서 이에 대한 정화 운동이 일어나 대형교회를 중심으로 교회가 주도하는 기도원 운동이 시작되었는데, 이때 설립된 기도원들로는 영락교회기도원, 오산리최자실기념금식기도원, 루터교기도원. 소망기도원 등이 있다.